# Palackého hřbet
Palackého hřbet je geomorfologický okrsek na jižní Moravě, v oblasti města Brna. Je součástí podcelku Lipovské vrchoviny, která je částí Bobravské vrchoviny.
Jedná se o hrásť v podobě hřbetu tvořeného žulovými porfyry brněnského masivu, které jsou pokryty neogenními sedimenty a sprašemi. Úzký severojižní hřbet, jehož nejvyšším bodem je Palackého vrch (340 m n. m.), je obklopen několika sníženinami – Medláneckou sníženinou, Řečkovickým prolomem a Žabovřeskou kotlinou.
Část Palackého hřbetu, zejména jeho západní a jižní svahy, je zalesněna, na zbytku se nachází množství zahrádkářských kolonií. V severní části se nachází přírodní památka Medlánecké kopce. Okrajově na území hřbetu, především do jeho nižších poloh, zasahuje městská zástavba brněnských čtvrtí Žabovřesky a Komín, na východě pak univerzitní kampus Pod Palackého vrchem a brněnský technologický park.